# Melica bocquetii
Melica bocquetii är en gräsart som beskrevs av Salvador Talavera. Melica bocquetii ingår i släktet slokar, och familjen gräs. Inga underarter finns listade i Catalogue of Life.